# Technologia rozpoznawania zdjęć
Technologia rozpoznawania zdjęć – technologia, która pozwala na rozpoznawanie obiektów przedstawianych na cyfrowych obrazach o charakterze rastrowym.

## Historia
Pierwotnie technologia rozpoznawania zdjęć sprowadzała się do prostych czytników OMR, które pozwalały na rozpoznawanie kodów kreskowych. Następnie zaczęto ją wykorzystywać przy rozpoznawaniu tekstów (OCR). Obecnie technologie rozpoznawania zdjęć są tak zaawansowane, iż pozwalają na rozpoznawanie niemalże dowolnych obiektów. Przykładem może być wprowadzona w na masową skalę przez portal Facebook usługa rozpoznawania twarzy.

## Świat
2009 - eksperci firmy Google zaprezentowali na specjalnej konferencji prasowej algorytm wyszukiwania oparty na segregowaniu zdjęć w klastery posegregowane według specjalnej typologii. Rozpoznawanie zdjęć miało w jego ramach polegać na wyszukiwaniu zdjęć podobnych w bazie grafik.
marzec 2010 - światło dzienne ujrzał projekt Microsoft o nazwie Photosynth. Program ten skupia się jednak na łączeniu grafik w trójwymiarowe struktury.
grudzień 2010 - portal Facebook wprowadził usługę rozpoznawania twarzy w krajach Ameryki Północnej. Usługa ta ma być sukcesywnie rozwijana również w innych krajach – na początku czerwca stała się dostępna również dla użytkowników z Europy.

## Polska
Prace nad technologią rozpoznawania zdjęć prowadzone są również w Polsce. W 2011 roku na rynku smartfonów pojawiły się dwie oferujące ją aplikacje. Obydwie rozpoznają przedmioty na podstawie zdjęć wykonanych aparatem telefonu.
Aplikacja firmy Allegro wykorzystuje technologię rozpoznawania zdjęć do wyszukiwania aukcji dowolnych przedmiotów. Wyszukanie zdjęcia zajmuje od kilku minut do kilku godzin.
Aplikacja SaveUp firmy iTraff Technology rozpoznaje książki na podstawie zdjęć ich okładek. Wyszukiwanie zwykle zajmuje kilka do kilkunastu sekund.

## Zobacz także
- Rozpoznawanie obrazów